# Dardenne Prairie
Dardenne Prairie è una città degli Stati Uniti d'America, nello stato del Missouri, nella Contea di Saint Charles. Al censimento del 2010 contava 11 494 abitanti.
All'interno di questa città ci sono stati numerosi scontri nell'ottobre 2006 dopo il suicidio dell'adolescente Megan Meier a seguito di atti di cyberbullismo.